# Tehničko veleučilište u Gdanjsku
Tehničko veleučilište u Gdanjsku je državno sveučilište orijentirano na tehniku. Jedno je od vodećih tehničkih sveučilišta u Poljskoj.
Osnovano je 1904. godine. Jedno je od najstarijih nezavisnih državnih sveučilišta, jedno je od najstarijih sveučilišta u Europi i najstarije tehničko sveučilište u Poljskoj. Čini ga devete fakulteta gdje oko 27 tisuća studenata pohađa redovne i izvanredne studije. Na sveučilišti je zaposleno više od 2400 ljudi, od kojih su 1200 nastavnici i znanstveni suradnici.
Većina odjela ima akademska prava, tj. njihova znanstvena vijeća imaju pravo davati zvanja: doktora i izvanrednog doktora i profesora.

Tehničko veleučilište u Gdanjsku organizira mnogo državnih i međunarodnih konferencija, simpozija i seminara. Studenti imaju priliku ići na razmjenu u inozemstvo. Međunarodna Akademska Suradnja prikuplja i osigurava informacije o međunarodnim programima, o mogućnosti studiranja poljskih studenata u inozemstvu i o upisu stranih studenata. Aktivna uloga studenata na sveučilištu ostvaruje se kroz parlament i kulturnu djelatnost. Šezdesetih godina 20. stoljeća osnovan je prvi nezavisni Studentski Parlament. Slogan Tehničkog sveučilišta u Gdanjsku je: «Tehničko veleučilište s maštom i budućnošću».

## Sjedište Gdanjskog tehničkog veleučilišta
Tehničko veleučilište se nalazi u Gdanjsku, u središtu županije Wrzeszcz (Vžešč), u dijelu koji je lako dostupan iz svih djelova grada. Gdanjsk je glavni grad Trojmjasta i sa Sopotom i Gdinjom čini konurbaciju s ukupnom populacijom od 750.000 stanovnika.
Gdanjsk se nalazi na Gdanjskom zaljevu na Baltičkom moru. Nalazi se u delti rijeke Visle. Gdanjsk je sjedište Pomorskog vojvodstva. Osim toga najvažnija je poljska luka. Najvažnija industrija je brodogradnja. Brodogradilište je u prošlosti bilo jedno od najvećih u svijetu. Danas je brodogradnja u krizi i djelatnost brodogradilišta se smanjuje te prijeti zatvaranjem. Još je razvijena petrokemijska i prehrambena industrija. Razvija se moderna elektronička i telekomunikacijska industrija. Tradicionalno je razvijena prerada jantara iz Baltičkog mora koji je turistička znamenitost. Turizam se u novije vrijeme jače razvija u Gdanjsku.
Gdanjsk je šesti po velečini grad u Poljskoj i ima stoljetnu tradiciju. Kulturno je, obrazovno, industrijsko i turističko središte regije. U Gdanjsku studira oko 64 tisuće studenata, a 25 tisuća od njih su studenti Gdanjskog tehničkog veleučilišta. Prema popisu stanovništva iz 2013 godine u gradu živi 460.815 stanovnika. 
Većina lokalne proizvodnje je brodogradnja i remont brodova, kao i sve vrste vodnog transporta. Grad ima dvije luke. Jedna od njih, Nova luka (Nowy Port) je središte proizvodnje brodova i plovila te metalurških i kemijskih poduzeća. Druga, Sjeverna luka najveća je luka u Poljskoj i bavi se izvozom ugljena i uvozom nafte. Godine 1980. Brodogradilište u Gdanjsku bilo je središte pobune i mjesto gdje je nastala je Solidarnost, koja je na čelu s Lehom Valensom 1989. godine dovela do raspada komunističke partije.

### Okolina
Pokraj Glavne zgrade Tehničkog veleučilišta, koja se nalazi  u ulici Narutoviča 11/12 , u kampusu smještenom u okolini ulica: Traugutta, Do Stuđenki, Fischera i Aleje Pobjede nalaze se ostali fakulteti, administrativne zgrade i studentski dom.
Arhitekti su pretpostavljali da će zgrade sveučilišta biti namijenjene za 600 učenika i da postoji mogućnost povećanja broja do 1000. Ceremonija polaganja kamena temeljca za gradnju Tehničkog veleučilišta u Gdanjsku održala se 7. lipnja 1900. godine. Tijekom četiri godine podignute su zgrade na prostoru 6,4 hektara. Trenutno je u sastavu sveučilišnog kampusa nekoliko povijesnih i suvremenih zgrada na prostoru površine oko 77 hektara. Na sveučilištu studira oko 25 tisuća studenata i više od 1200 znanstvenih radnika.
U kampusu se nalaze suvremene i povijesne zgrade. Simbol sveučilišta je monumentalna glavna zgrada, u stilu nizozemske neo-renesanse, izgrađena početkom 20. stoljeća. Ovu zgradu je projektirao Albert Carsten, čuveni arhitekt i sveučilišni profesor. Tijekom Drugog svjetskog rata izgorjelo je više od 60 posto površine i 70 posto krova zgrade. Ostala je samo metalna konstrukcija. Rekonstrukcija kula bila je stalno odgođena. Nakon 67 godina, odnosno 13. svibnja 2012., kula je potpuno obnovljena i vraćena na svoje bivše mjesto u glavnoj zgradi.
Tehničko veleučilište u Gdanjsku se neprekidno razvija. Počela je izgradnja dodatnih zgrada. Neki od objekata i spomenika, su u skladu sa suvremenim zgradama, kabinetima i laboratorijima koji su opremljeni najnovijom tehnologijom. Rezultat, koji je i danas vidljiv, je razvoj dizajna interijera novog Laboratorija za inovativne elektroenergetske sustave i integraciju obnovljivih izvora energije, u kojima će se održavati istraživanja o provedbi i primjeni industrijskih patenata u suvremenoj elektroenergetici. 
Godine 2014. počeo je raditi Centar za nanotehnologiju u zgradi B, Centar za obuku matematike i učenje na daljinu putem Interneta, kao i podzemni parking s 50 mjesta.
Na područjui kampusa nalaze se:
1. Centar za nanotehnologiju  Arhivirana inačica izvorne stranice od 14. srpnja 2014. (Wayback Machine), u kojem se nalaze 25 suvremenih laboratorija, opremljenih jedinstvenim suvremenom opremom za istraživanje atoma.
2. Centar Interizon  Arhivirana inačica izvorne stranice od 3. travnja 2014. (Wayback Machine) - Pomorski ICT klaster informacijske i komunikacijske tehnologije čija struktura ima 140 regionalnih poduzeća u području informacijskih tehnologija. Smatra se da klaster raste najbrže među ostalim u Poljskoj.
3. Matematički centar za učenje putem Interneta[neaktivna poveznica] koja koristi nove IT tehnologije, koncepcije matematičkog modeliranja i analize vizualnih podataka.
4. Centar za informatizaciju akademske računalne mreže Trojmjasta, koji je i centar moćnih servera, uz pomoć kojih je mogući dostup k svim informacijskim resursima, uključujući digitalne računalne sustave, kao i sva odjela Sveučilišta.
5. Centar za transfer znanosti i tehnologije  Arhivirana inačica izvorne stranice od 3. travnja 2014. (Wayback Machine), koja pruži podršku inovacijske djelatnosti sveučilišta.
6. Sveučilišni sportski centar, koji podržava sportske objekte na najvišoj razini i dostupan je svim studentima i osoblju sveučilišta.

## Povijest
1904. – 1918. - Kraljevsko Tehničko Sveučilište u Gdanjsku (Königliche Technische Hochschule zu Danzig).
Sveučilište činile su šest fakulteta:
- Fakultet za arhitekturu
- Fakultet za građevinarstvo
- Fakultet za strojarstvo i elektrotehnike
- Fakultet brodogradnje i ugradnje brodskih strojeva
- Fakultet za kemiju
- Fakultet za opće znanosti

1918. – 1921. - Visoka Tehnička Škola u Gdanjsku (Technische Hochschule in Danzig).
1921. – 1939. - Visoka Tehnička Škola Svobodnog Grada Dancinga (Technische Hochschule der Freien Stadt Danzig)
Preko uvođenju 1 kolovoza 1922. promjena u statutu, u pravilama i u organizaciji osnivali su se 3 fakulteta umjesto 6:
- fakultet za opće znanosti
- fakultet za građevinarstvo
- fakultet za strojnu tehniku, brodogradnje i elektrotehnike, pri kojem ustanovljeni su tri odjela (Odjel za strojnu tehniku, Odjel za brodogradnje, Odjel za elektrotehnike)

U akademskoj 1926./1927. godini naziv III fakulteta se promijenio na Fakultet za strojarstvo i građevinarstvo, elektrotehnike, brodogradnju i zrakoplovstvo. U školskoj 1938/1939 godini naziv se promijenio  Strojarski fakultet.
1939./1941. - Visoka Tehnička Škola Gdanjsk (Technische Hochschule Danzig)
1941./1945. - Visoka Škola Rejha u Gdanjsku (Reichshochschule Danzig)
od 24 svibnja 1945. godine - Tehničko veleučilište u Gdanjsku
1900. - ceremonija polaganja kamena temeljca Tehničkog veleučilišta u Gdanjsku
2014. - Tehničko veleučilište u Gdanjsku slavi 110 godina
2020. - Smart University

## Hevelije i Fahrenheit - pokrovitelji Tehničkog veleučilišta u Gdanjsku
Jovan Hevelije   (8.01.1611. Gdanjsk – 28.01.1987. Gdanjsk)  – bio je astronom i proizvođač instrumenata. Rođen je u [neaktivna poveznica] u okviru Državne zajednice Poljske i Litve i u njemu je proživio gotovo cijeli svoj život. Po rodjenu i obrazovanju Hevelije bio je Nijemac, zbog čega ga i Poljaci i Nijemci smatraju svojim znanstvenikom. 
Hevelije je skoro cijeli svoj život proveo u Gdanjsku. Na kućama, u kojima je živio, izgradio je astronomske opservatorije. Najveći teleskop imao dužinu od 39 metara i instaliran je u zemlji. Pored toga Hevelije proučavao zvijezde, planete, komete, on je također istraživao fenomen libracije na površini Mjeseca - oscilatorno kretanje Mjeseca kao što se vidi sa Zemlje. Jovan Hevelije je otac selenografie (geografje Mjeseca) objavivši prvo djelo koje se detaljno bavilo opisom Mjesečeve površine 1647. godine. Hevelije je tamne površine na Mjesecu nazvao morima (ovaj termin se i danas koristi). Prilikom kartografisanje Mjeseca, otkrio je pojavu libracje. Bio je tvorac najvećoj svjetskoj Astronomskoj opservatoriji.
Otkrio je 9 novih zviježđa, bio je prvi koji je otkrio četiri komete, otvorio sekularne promjene magnetskog deklinacije. Bio je autor mnogih astronomskih radova. Također otkrio je 4 komete—1.652, 1661,1672 i 1677. godine i pretpostavio da se one kreću oko Sunca paraboli nim (danas znamo da se komete kreću ili eliptičnim ili hiperbolična putanjama, dok je parabola granični sličaj ove dvije klase). Kometama je posvetio dijela Prodromus cometicus (1665) i Cometographia (1668). 
Također je prvi znanstvenik U Poljskoj, koji je postao članak Royal Society of London za razvoj znanja o prirodi (eng. The Royal Society of London for the Improvement of Natural Knowledge). 
U 2006. godini u blizini Starog grada podignut je spomenik Hevelija.
Danijel Gabrijel Fahrenheit  (24.06.1688. Gdanjsk – 16.09.1736. Haag) - je bio poznati fizičar i inženjer. Veći dio svog života radio je u Nizozemskoj. Pronalazač je živinog termometra i temperature Fahrenheita. Usavršio je termometar napunivši ga živom umjesto alkoholom. Fahrenheitova (°-{F}-)  termometarska skala ima 180 stupnjeva, dok je po Celzijusu podijeljena na 100 stupnjeva. 
Fahrenheit je rođen, živio i studirao u Gdanjsku, u Poljsko-litvanskoj zajednici. Poslije smrti roditelja preselio se u Amsterdam, gdje je nastavio studirat fiziku, proveo istraživanje uređajima za mjerenje temperature i tlaka. Istovremeno predavao je kemiju. 
U 1709 se vratio u Gdanjsk i živio do 1712, tijekom ovog perioda bio angažiran u istraživanjima razvoja uređaja za mjerenje temperature i tlaka. 
Fahrenheit je bio prvi znanstvenik u svijetu koji je koristo živu u termometru. Opisao fenomen topljenja leda, pokazao da točka ključanja vode ovisi od tlaka. Također opisao je svojstva platine. 
U 2008. u Gdanjsku bio je postavljen stup Fahrenheita.

## Obrazovanje
Sveučilište ima za cilj:
Pružanje visole kvalitete obrazovanja i obuke za dinamičan razvoj privrede i društva, koji je zasnovan na znanosti. Održavanje istraživanja na najvišoj međunarodnoj razini u globaliziranom svijetu, kao i održavanje inovativnih rješenja za društvo, koje prije svega uzima aktivnu ulogu u promjenama civilizacije, posebno u razvoju znanosti i tehnologije.
Prioriteti Sveučilišta -   SMART University 
  S - strategija
Potraga za dodatnom financiranjem za realizaciju strateških ciljeva.
  M - maksimalna inovacija
Uvođenje novih mehanizama, suradnja s organizacijama za razvoj inovativnih rješenja ne samo za sveučilište, već i za cijelu regiju.
  O - otvoren za sve
Obuka Long life learning, implementacija grupnih projekata, kao i e-learningu (online učenje) programa obuke, unapređenje znanstvenih i didaktičkih laboratorija i upotreba istraživanja u praksi.
  R - osobni razvoj 
Svi neophodni uvjeti za svestran razvoj učenika, doktoranta i znanstvenih suradnika. Najaktivniji i marljivi dobivaju nagrade za uspjeh u školi i na poslu.
  T - kreativan pristup 
Uklanjanje barijera i administrativnh teškoća zahvaljujući učinkovitim metodama, usklađenost kulture i formiranje kreativnog procesa rada s inovativnim tehnologijama.

### Prijedlog za obrazovanje
Visoko obrazovanje (I i II stupnja redovitih i izvanrednih studija) sastoji se od: 
• 33 smjerova, uključujući:
- 3 međuuniverzitetskih smjerova
- 2 međuuniverzitetskih smjerova - dva jedinstvene programa: "strojno-medicinska inženerija" i "gradežna kemija"
• poslijediplomski studije (doktorat), redovna i izvanredna forma studiranja
• 56 poslijediplomski programe
• 3 smjerova obuke MBA (Master of Business Administration )
• više od 1200 znanstvenih suradnika
• više od 27.000 učenika.

### Sastavnice
9 fakulteta:
- Arhitektonski fakultet  Arhivirana inačica izvorne stranice od 26. lipnja 2014. (Wayback Machine)
- Fakultet za kemiju
- Fakultet za elektroniku, telekomunikaciju i informatiku  Arhivirana inačica izvorne stranice od 25. lipnja 2014. (Wayback Machine)
- Fakultet za elektrotehniku i automatiku  Arhivirana inačica izvorne stranice od 9. svibnja 2014. (Wayback Machine)
- Fakultet za tehničku fiziku i primijenjenu matematiku
- Fakultet za građevinarstvo i zaštite okoliša  Arhivirana inačica izvorne stranice od 25. lipnja 2014. (Wayback Machine)
- Fakultet za mechaniku  Arhivirana inačica izvorne stranice od 25. lipnja 2014. (Wayback Machine)
- Fakultet za ocean inženjerstvo i brodogradnje  Arhivirana inačica izvorne stranice od 25. lipnja 2014. (Wayback Machine)
- Fakultet za menadžment i ekonomiju  Arhivirana inačica izvorne stranice od 26. srpnja 2014. (Wayback Machine)

Fakultet za elektroniku, telekomunikaciju i informatiku (ranije Fakultet za elektroniku) najveći je fakultet veleučilišta. Sastoji se od 16 katedra, gdje studira oko 3.000 studenata na master akademske studije, osnovne akademske studije i doktorske akademske studije. 
U akademskoj 2008./2009. godini najveći faklultet prema broja učenika bio je Fakultet za građevinarstvo i zaštite okoliša, gdje je studirao više od 4.000 učenika.

### Novi model obrazovanja - inženjer budućnosti
Tehničko veleučilište u Gdanjsku pobijedio je u natječaju Europskog fonda za realizaciju projekta "inženjer budućnosti". Projekt obuhvaća novi model obrazovanja, koncentrirovan na realizaciju projekta u skupini i stjecanje sposobnosti kao što su dobra suradnja, spremnost da se preuzme rizik i analitički pristup rješavanju probleme. Rezultati koristit će se za izgradnje infrastrukture i novih laboratorija. Zahvaljujući projektu ustanovljeni su 921 mjesta za praktične vježbe. 
Sveučilište ima međunarodni certifikat kvalitete obrazovanja ECTS i CDIO Label, kao što se vidi u programu obrazovanja u svim smjerovima. Glavni cilj je uveličivanje sposobnosti i formiranje osnovnog profesionalnog znanja učenika. 
Također dragocjeno iskustvo za Tehničko veleučilište u Gdanjsku je učestvo u međunarodnom konzorciju CDIO. Njegovi članovi za obuku specijalista koriste formulu "razumjeti - osmisliti - ispuniti - raditi" (Conceive - Design - Implement - Operate).

## Sveučilišna tijela i upravljanje
- Rektor
- Senat
- Sveučilišni savjet
- Radne skupine.[10]

### Upravljanje
- Funkciju rektora Tehničkog veleučilišta obavlja profesor doktor tehničkih znanosti Henryk Krawczyk, redovni profesor TV;
- Funkciju prorektora za znanost obavlja profesor doktor nauka Józef Sienkiewicz, redovni profesor TV;
- Funkciju prorektora za nastavu obavlja profesor doktor tehničkih znanosti Marek Dzida, izvanredni profesor TV;
- Funkciju prorektora za razvoj i kvalitetu obavlja profesor doktor nauka Kazimierz Jakubiuk, redovni profesor TV;
- Funkciju prorektora za suradnje i inovacije obavlja profesor doktor tehničkih znanosti Jacek Mąkinia;
- Imovinom TV upravlja master Marek Tłok.

## Međunarodna suradnja
U posljednjih nekoliko godina Tehničko veleučilište u Gdanjsku posvećuje veliku pažnju Međunarodnoj suradnji, koja se postupno razvija. Studenti i osoblje sudjeluju u brojnim međunarodnim obrazovnim programima i stvaraju međunarodne mreže s partnerskimi sveučilištima. Trenutno veleučilište ostvaruje 402 međuodeljenske sporazume u programu Erasmus Mundus i 77 sporazuma o općoj bilateralnoj suradnji. 
Tehničko veleučilište u Gdanjsku koordinira i sudjeluje u projektima kao što su: LLP Intensive Programme, Erasmus Mundus, Jean Monnet, CEEPUS, TEMPUS, Leonardo da Vinci. Sveučilište je jedan od osnivača i sudionik Baltic Sea Region University Network (BSRUN) - mreža ujedinjuje sveučilišta u Poljskoj, Bjelorusiji, Estoniji, Finskoj, Latviji, Litvi i Rusiji. 
Broj stranih studenata iz cijelog svijeta u Tehničkom veleučilištu u Gdanjsku se povećava svake godine, zahvaljujući suvremenim laboratorijima, velikom intelektualnom potencijalu, širokom spektru istraživačkih grupa i studentskih organizacija, što pruža idealni uvjeti za razmjenu iskustava. 

## Istraživanja
Za nekoliko godina u Tehničkom veleučilištu u Gdanjsku se povećava broj projekata provedenih u suradnji s agencijama za financiranje istraživanja što su Nacionalni centar znanosti, Nacionalni istraživački i razvojni centar, Poljska znanstvena zaklada. Među njima ima projekata visokog tiraža u okviru programa Maestro, Program primijenjenih istraživanja, LIDER, INNOTECH, kao i novi program Graf-TECH. 
Osim toga, u Veleučilištu se provodi projekt za izuzetne studente, takozvani "Dijamantni" Grant. 
Tehničko veleučilište u Gdanjsku ima također uspjehе u traženju novca iz inozemnih institucija, primjerice - sudjeluje u realizaciji prestižnog granta, koji se može usporediti s Nobelove nagrade. 
Veleučilište također provodi 26 projekata u međunarodnim istraživačkim programima. 
Trenutno 300 izuma su spremni za eksploataciju. 
U tijeku je 200 znanstveno-istraživačkih i razvojnih projekata s domaćim i inozemnim izvorima financiranja. 
Tijekom 3 godine Tehničko veleučilište je potpisao ugovore s tvrtkama 700. 
Suradnja s gospodarstvom i transfer tehnologije 
Trenutno Tehničko veleučilište u Gdanjsku provodi brojna istraživanja i razvija inovativne projekte. One imaju za cilj uvođenje tehnologija, koja su financirane od strane države. Mnogi od ovih projekata su financirani sredstvima operativnog programa "Inovativni ekonomija". 
Radnici Tehničkog veleučilišta u Gdanjsku stalno zapošljavaju poznate firme, kao što su: INTEL Technology Poland, Samsung Electronics Poljska, IBM Poljska, Young Digital Planet, Blue Services, TechnoService, Datera, Learnetics, IVO Software, FIDO Intelligence, GE Hitachi Nuclear Energy International, PGE Górnictwo i Energetyki Konwencjonalna, KGHM Polska Miedź, lotos Asfalt, PKN Orlen, Schlumberger LTD, Deep Ocean Technology, BIOLAB Innovative Research Technologies, BLIRT SA, Kruszwica.

## Vanjske poveznice
- Službena stranica
- Službena stranica na engleskom
- Ministarstvo znanosti i visokog obrazovanja  Arhivirana inačica izvorne stranice od 31. kolovoza 2018. (Wayback Machine)
- PRODOK  Arhivirana inačica izvorne stranice od 29. studenoga 2020. (Wayback Machine)
- Gdanjsk  Arhivirana inačica izvorne stranice od 28. srpnja 2014. (Wayback Machine)